# Holger Friis Johansen
Holger Friis Johansen (født 9. april 1927 på Frederiksberg, død 2. november 1996) var en dansk klassisk filolog. Han var søn af Knud Friis Johansen og bror til Karsten Friis Johansen.
Friis Johansen blev dr.phil fra Københavns Universitet i 1959 og fungerede som professor ved Aarhus Universitet fra 1961 til sin død. Han var gift med lektor Bente Friis Johansen.
Friis Johansen lavede talrige oversættelser af blandt andre Aristofanes og Thukydid, og er desuden kendt for sin bog fra 1984 om antikkens græske litteratur: Fri mands tale – Græsk Litteratur indtil Alexander den Stores tid.